# 한국의 미술

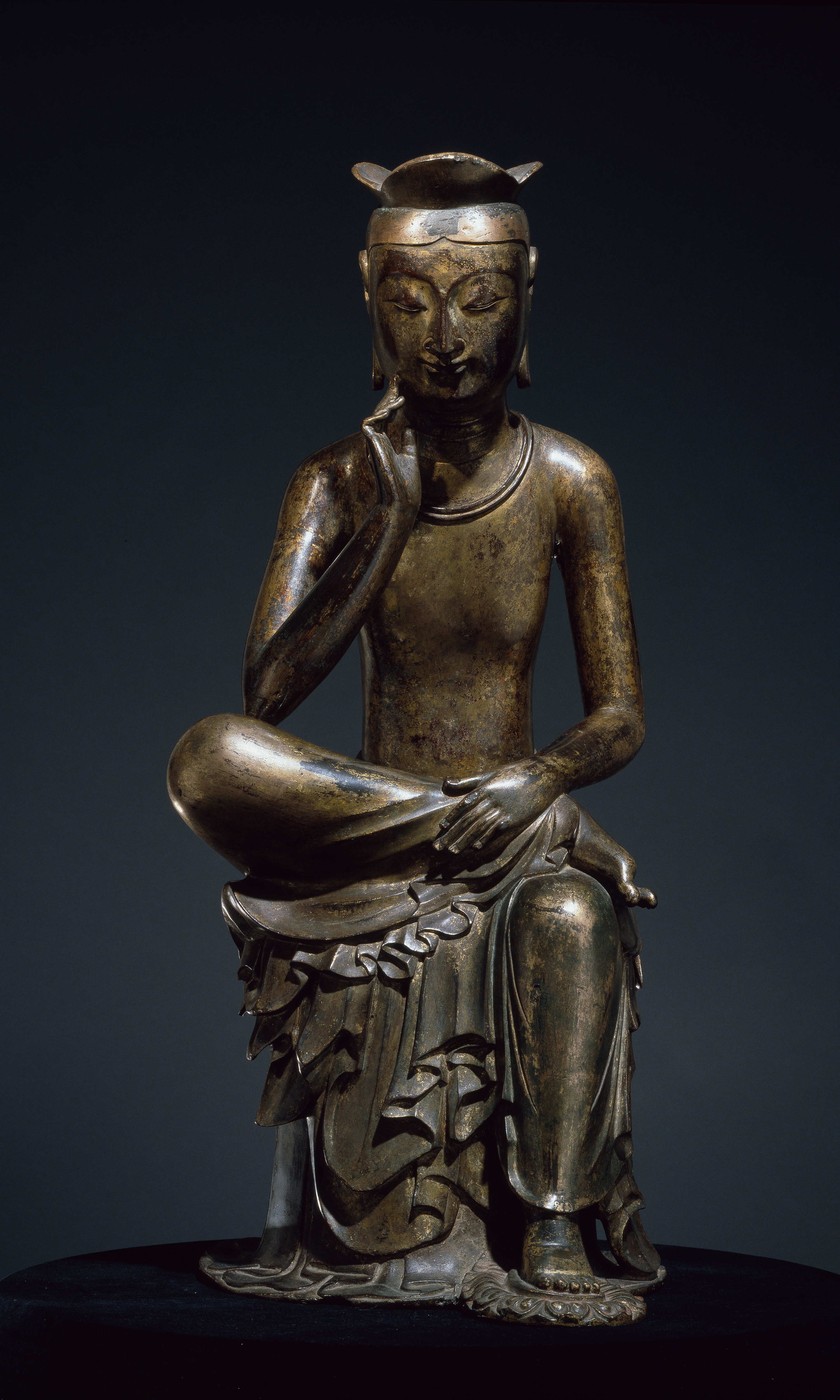
금동미륵보살반가사유상 (국보 제83호) (국립중앙박물관 소장)

한국의 미술은 한반도 및 주변 지역에서 발생했던 미술을 말한다.  같은 평면 시각매체 예술과, 불상, 석탑, 도자기 같은 입체 시각매체 예술을 포함한다. 한국 미술사에서 미술은 서예같은 다른 시각예술이나, 궁궐, 한옥같은 건축 예술, 시조, 향가와 같은 문학 예술, 판소리, 탈춤과 같은 공연 예술과 연관을 맺으며 발전해왔다.
대한제국과 일제강점기를 거치면서 서양회화, 사진, 영화 등이 전래되고, 동양화의 발전과 서양화의 시도를 통해 근대 미술을 모색하는 계기를 마련했다. 광복 이후 산업화 과정을 거치면서 추상화 (미니멀리즘), 개념미술 작가의 활동과 더불어 한국의 현대미술계가 태동하는 계기를 낳았다. 1980년대부터는 민주화 운동과 더불어 사회 변화의 비판적 해석을 정립한 민중미술이나, 방송 문화와 더불어 비디오아트가 시도되었다. 1990년대 이후부터는 포스트모더니즘의 도래, 인터넷 보급으로 미디어아트가 소개되기 시작하였다.

## 역사

### 선사 시대

빗살무늬토기.

구석기 시대의 사람들은 정착 생활을 하지 않고 유랑생활을 했다. 연천 전곡리 유적에서는 아슐리안 석기 형태를 갖춘 주먹도끼와 박편도끼가 발견되기도 했다.
한국의 신석기 시대와 관련된 연구에서, 한반도에 사람들이 정착하기 시작한 시기는 대략 기원전 5만년경인 것으로 알려져 있다. 신석기 시대의 공예품 중 대표적인 것은 토기이다. 신석기 시대 초기부터 경작이 이루어졌는지는 알 수 없으나, 토기를 통해 당시 사람들이 식량을 저장하기 시작했고, 미적으로 물건을 꾸미려 했다는 사실을 알 수 있다. 이시기 토기는 야외에 구덩이를 파고 700도 정도의 온도로 가열해 만든 것으로 보인다.
덧무늬토기(隆起文土器, 융기문토기)는 한반도 신석기시대에서 가장 이른 시기의 토기이다. 토기의 아가리 둘레에 진흙을 덧붙여 문양을 만들어 덧무늬토기라는 이름이 붙었다. 덧무늬는 흙띠를 지그재그식으로 배열한 것과 돋은 평행선 바깥쪽에 팥알처럼 돋은 점열을 한 줄씩 배치한 것 등이 있다.
이어 빗살무늬토기 또는 즐문토기(櫛文土器)가 등장하였다. 빗살무늬는 나무나 뼈연장 등으로 된 무늬새기개를 가지고 그릇 바깥면에 짤막한 줄을 배게 누르거나 그어서 새겼다. 이러한 빗살무늬는 질그릇에 따라 여러 모습을 나타내는데, 한국의 빗살무늬토기는 점선으로 된 짧은 줄을 한쪽 방향으로 또는 서로 방향을 엇바꾸어가면서 그려서 그 모습이 생선뼈처럼 생긴 것이 특징이다.
기원전 2000년경이 되면 문양이 사라지고 실용성이 강조된 민무늬토기(무문토기)가 등장한다. 이 시기가 되면 생산력이 늘어나면서 토기가 커지고, 장식적인 목적보다, 실용적인 목적이 더 강조되기 시작한다.

### 고조선 시대
역사적으로 고조선 시대는 청동기와 철기를 아우른다. 기원전 2000년 경에서 기원전 300년 경까지 한반도에서 청동기가 사용되기 시작한다. 구리는 구하기 힘든 물품이었으므로 청동기 물품은 주로 동검, 동경 (거울), 방울 등의 제의용구가 많이 발견된다. 또한 이시기 청동기 시대 사람들은 집단 취락을 만들어 거주하기 시작했음이 관련 유적을 통해 확인된다. 또한 이시기 사람들은 고인돌(支石墓, dolmen)을 만들고 그 안에 청동기 등의 용품들을 매장하였다. 청동기 제의용구, 집단취락, 고인돌 같은 사례로 비추어 청동기 시대에는 점차 계급이 발생하고 제사장 중심의 국가체제가 성립되기 시작하였음을 알 수 있다.
특히 고조선의 문화권이었던 곳에서는 비파형 동검이 출토된다. 이를 통해 고조선의 문화권 영역을 짐작할 수 있다. 이외에도 곡옥, 돌칼, 붉은간 토기 등이 발견된다. 제의용구만을 보면 고조선은 시베리아 지역의 샤머니즘 문화의 영향을 받았다고 할 수 있다.
기원전 300년 경에 고조선에서는 철기 시대가 시작되었다.

### 원삼국 시대
원삼국 시대는 철기가 사용되기 시작한 기원전 300년 경부터 고구려, 백제, 신라의 삼국이 지배적인 국가로 성장하게 되는 기원후 300년까지의 시기를 말한다. 이 시기에 한반도에는 부여, 옥저, 동예, 삼한 등의 부족국가들이 산재해 있었던 것으로 알려져 있다.

### 삼국 시대
부족국가 수준이었던 원삼국시대가 지나고 기원전 1세기부터 고구려, 백제, 신라가 중앙집권적 국가로 발전하기 시작하였다. 가야는 연맹국가를 유지하며 562년까지 존속하다 신라에 흡수된다.

#### 고구려

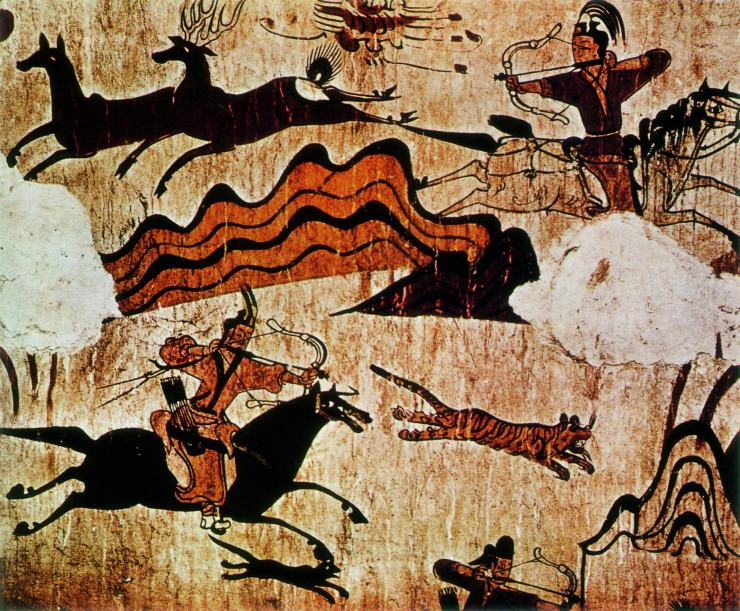
고구려 무용총 수렵도.

고구려는 기원 전 37년에 오녀산성(졸본성)을 도읍로서 건국해, 서기 3년 환도산성으로 천도하였다. 그 후 평성인 국내성으로 옮겼다가, 427년 평양으로 다시 천도 했다. 전성기인 광개토태왕때에는 개마무사를 운영하며 영토를 넓혔다. 또한 고구려는 북위와 경쟁하면서 불교와 한자를 수용하고 왕권의 기틀을 잡았다.
고구려 문화를 잘 알려주는 대표적인 유적으로는 고구려 고분군이 있다. 2004년 북한은 평양 인근에 있는 후기 고구려 고분군을 유네스코 세계유산으로 등록 신청했다. 같은 해 중화인민공화국은 고대 고구려 왕국의 수도와 무덤군이라는 이름으로 지린성 지안 시를 중심으로 분포하는 전기 고구려 고분과 오녀산성, 환도산성, 국내성 등을 유네스코 세계유산으로 등록했다. 고구려 고분에 남아있는 고분벽화는 한반도 지역에서 나타나는 회화 중 가장 이른 시기의 예이다. 이 고분벽화에는 당시 계급모습, 의복, 건축양식, 부엌모습, 수레, 수렵, 군사 등의 모습이 표현되어 있다.
이외에도 고구려는 일본 호류지의 벽화에도 영향을 끼친 것으로 알려져 있다.

#### 백제

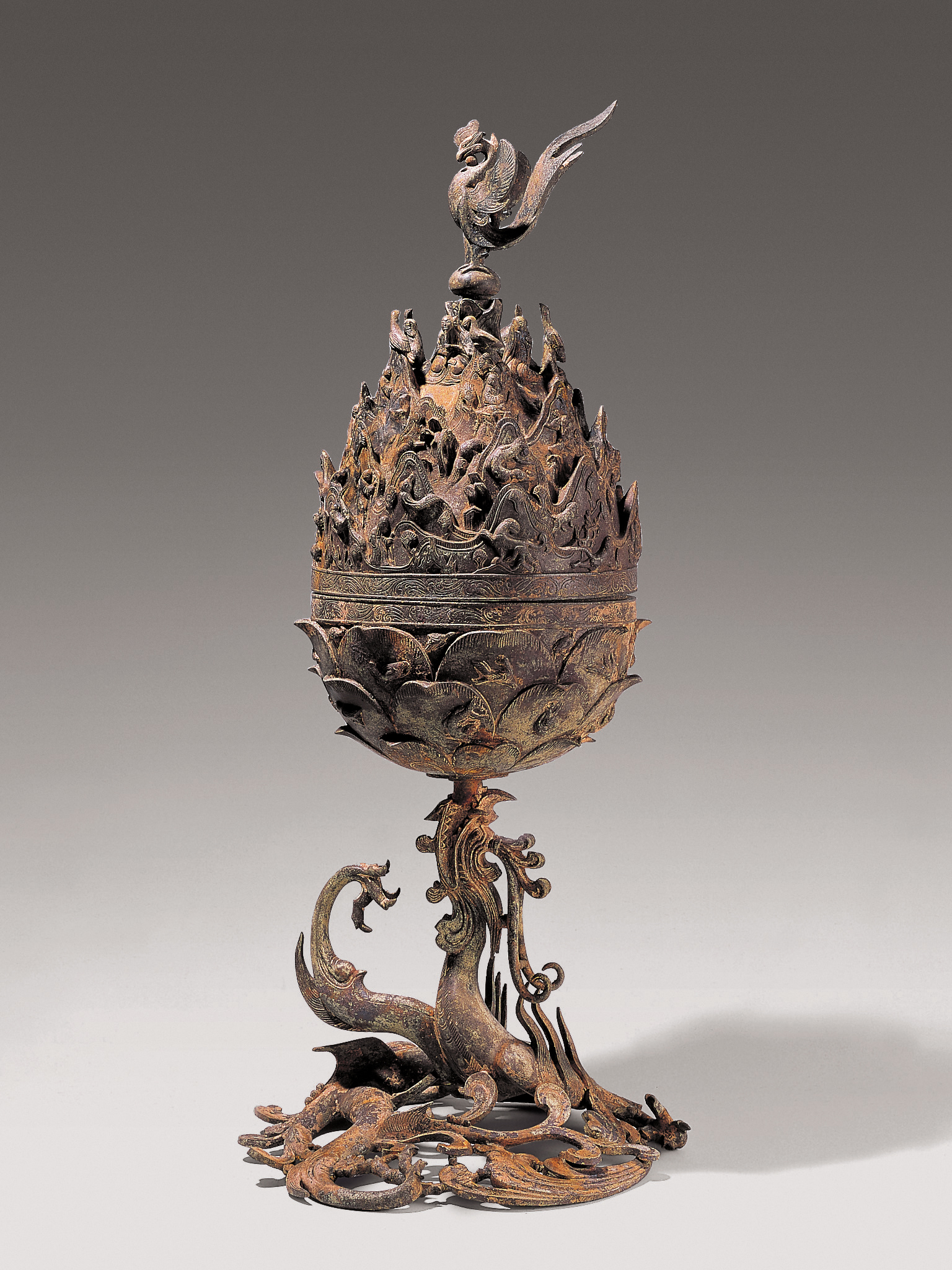
백제 금동대향로.

백제는 지금의 경기도와 충청도를 중심으로 성립된 국가였다. 백제의 미술은 고구려의 영향을 받았으며, 대외적으로는 중국 양 (남조) 및 일본과 교류했다. 백제 금동대향로, 미륵사 석탑, 익산 왕궁리 오층석탑 사리장엄구, 무령왕릉 출토 유물등이 잘 알려져 있다.
이외에 전라도 영산강 지역의 문화는 백제 지배층이 자리잡았던 경기도나 충청도의 문화와 달랐던 것으로 보인다. 나주 신촌리 금동관을 보면 이 지역 호족들은 백제 지배층과 별도의 세력권을 형성하고 있었거나, 백제 지배층으로부터 봉건적인 지위를 인정받는 상황이었던 것으로 보인다.
대외적으로는 일본과 교류가 활발하였던 것으로 보인다. 왕인 박사의 이야기나 칠지도의 사례에서 이를 짐작할 수 있다. 최근에는 일본에서 건너온 사람들의 무덤(전방후원분)이 백제 영역 내에서 발견되기도 하였다.

#### 신라

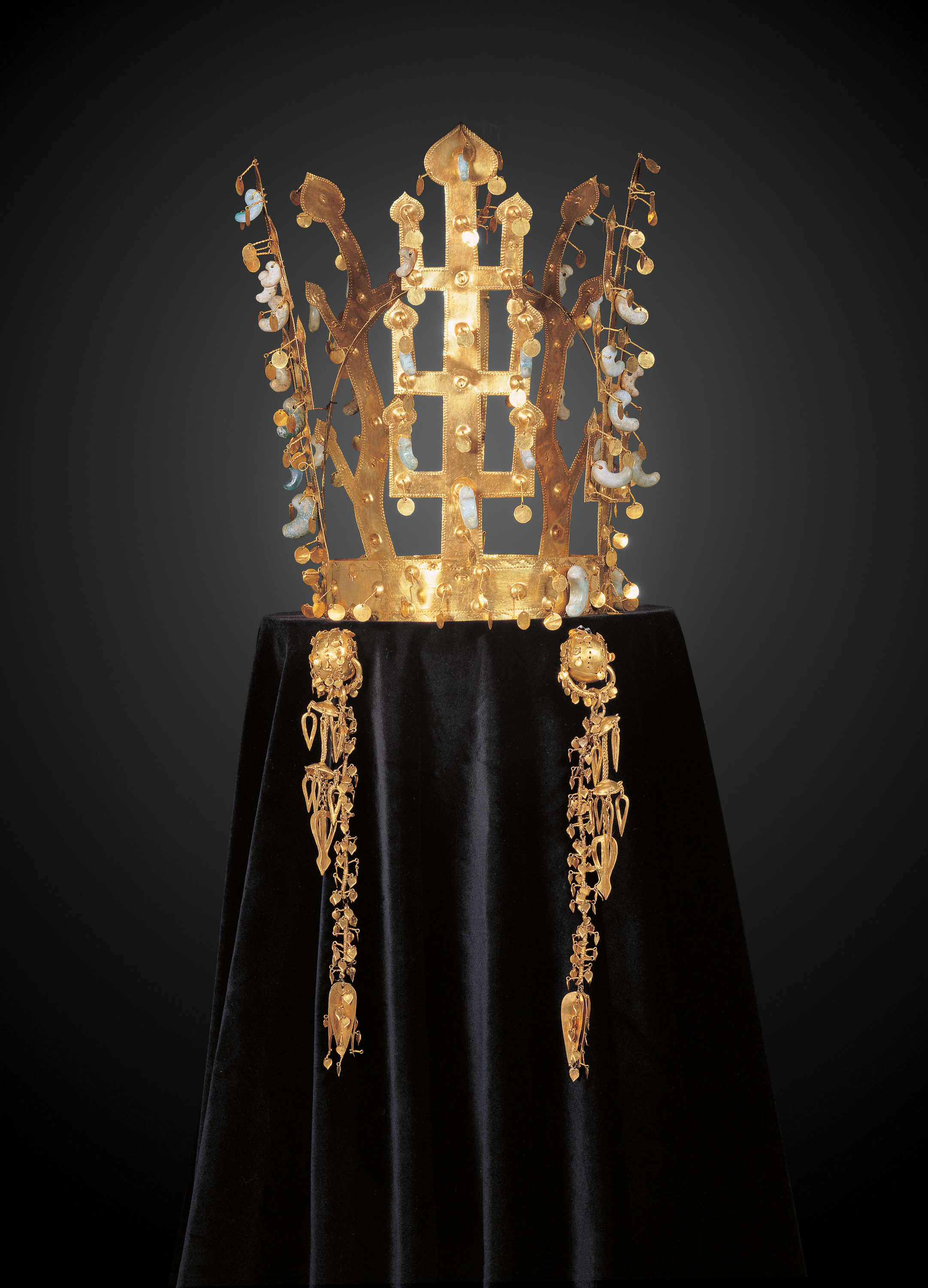
서봉총 금관 (신라 금관)

초기 신라는 한반도 동남쪽에 자리잡아 불교 등 외국 문물을 수용하는 속도가 가장 느렸으나, 이후 당의 힘을 끌어들여 고구려와 백제를 정복하는데 성공한다.
초기 신라는 가야와 함께 각종 모양의 도기를 생산하였으며, 특히 국보 91호 도기 기마인물형 명기가 잘 알려져 있다. 이 그릇의 말탄 인물 모습은 당시의 생활상을 추측하는데 도움을 주었다. 이외에도 도기에 토우를 장식한 토우장식 장경호 또한 당시 신라인들의 사고와 생활상을 짐작하는데 도움을 준다. 신라인들은 악기를 연주하거나 성행위를 하는 모습 뿐 아니라, 코끼리나 개미핥기 같은 동물의 모습도 토우로 만들어 붙였다.
신라 경주는 수백년간 신라의 수도였으며, 실크로드를 따라 형성된 국제 교역망의 종착지였다. 경주 왕릉들에서 출토된 유물들을 보면 서역의 영향을 받은 문양이 보이며, 특히 경주 98호분 남분 출토 유리병은 로마 유리를 사용한 것으로 알려져 지중해에서 신라까지 물품 교역이 이루어졌던 것으로 보인다. 코끼리 같은 동물들의 모습을 토우로 표현한 것도 이런 국제적인 교역망 덕분이었던 것으로 짐작된다.
이외에 경주에 있는 왕릉에서는 금관과 금제 장신구들이 출토되었는데, 이를 근거로 흉노족과 신라인 사이에 연관성을 주장하는 학자들도 있다. 금제 허리띠에 붙어있는 장신구들이 유목생활에 필요한 물품들을 묘사하고 있기 때문이다. 한편 신라 왕릉에서는 천마도가 그려진 말다래 등이 발견되기도 하였는데, 이는 현재 유일하게 현존하는 신라시대 회화이다.

#### 가야

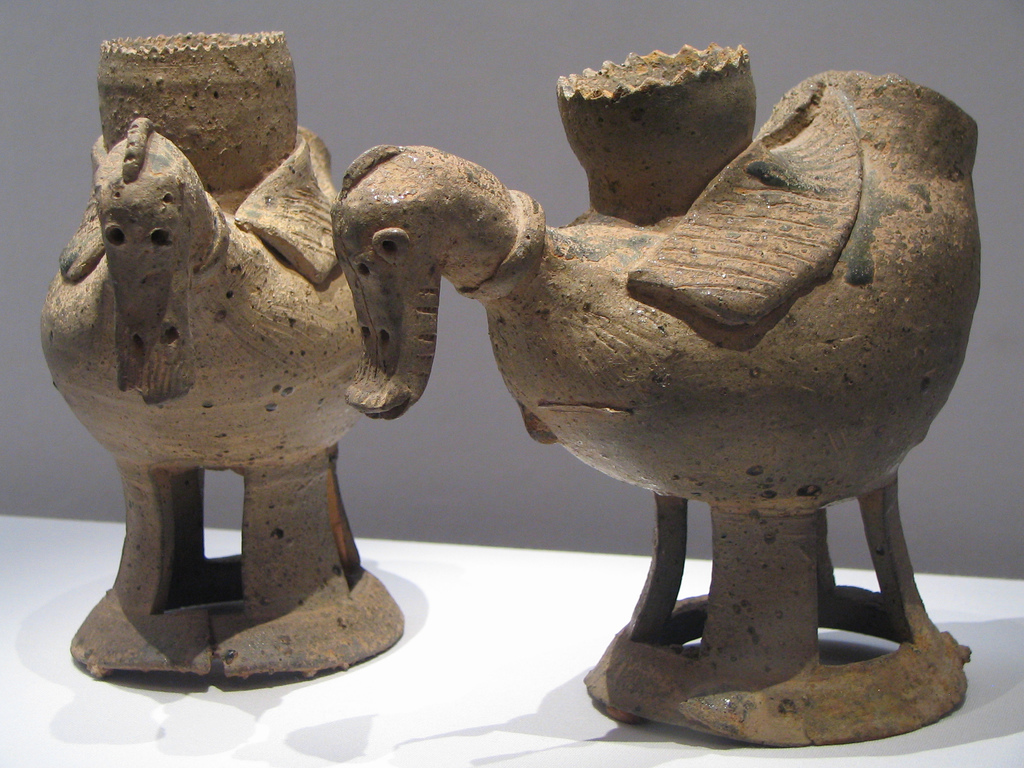
가야 오리모양 도기.

가야는 고구려, 백제, 신라와 달리 중앙집권국가로 나아가지 못하고 연맹국가 단계에서 신라에 흡수되었다. 가야의 미술품으로는 가야 고분에서 출토된 대량의 도기들이 유명하다. 이외에도 고구려와 비슷하게 가야 사람들은 다양한 마구와 판갑을 만들어 사용했다.

### 남북국 시대
남북국 시대는 신라가 고구려와 백제를 정복한 기원후 698년부터 신라의 경순왕이 고려 태조에게 글을 보내 항복한 935년까지의 기간을 말한다. 같은 시기 북쪽 만주에는 고구려 유민들이 세운 발해가 거란과 대립하면서 성장했다.
통일 신라 시대를 대표하는 유적은 불국사와 석굴암이다. 불국사의 석가탑과 다보탑은 한반도의 석탑 양식을 대표하는 유물이다. 석굴암은 건축적으로 세밀히 계산해 조성한 인공 석굴이며, 이는 사암이 많은 중국 서부 지역과 달리 화강암이 많은 한반도의 상황에 맞춰 조성된 것이다. 석굴암의 본존불은 신라시대 전성기 불상 조각의 모습을 보여준다. 이외에도 경주 남산에는 여러 불상과 석탑들이 산재해있다. 현재 경주 일대는 경주역사유적지구로 유네스코 세계유산에 등재되어 있다.
발해는 고구려 출신의 유민들이 지배계층을 차지하고 말갈계통 민족들이 피지배계층을 구성한 국가였다. 발해를 대표하는 유적으로는 지린 성의 룽터우 산 고분군 정효공주묘가 있다. 발해 3대 왕인 문왕은 딸이었던 정효공주와 정혜공주가 죽자 각각 묘를 만들어 주었다고 한다. 정효공주묘에는 인물들의 모습이 벽화로 표현되어 있다.

### 고려
고려 왕조는 918년부터 1392년까지 존속했다. 고려왕조는 초기에는 거란 및 여진과 대립하고, 후기에는 원의 간섭과 왜구의 약탈에 시달렸다. 이 과정에서 불교는 귀족과 서민계층을 아우르는 국가 이념 역할을 맡게 되었고, 이에 따라 고려시대 불교 세력은 강력한 권력을 가지게 되었다. 고려시대는 신라시대와 마찬가지로 국제적인 분위기를 띄었고, 벽란도에는 동남아나 페르시아, 아라비아에서 온 상인들이 교역을 했다. 쌍화점 같은 고려 가요를 보면, 이 시기 사회 분위기가 이후 조선시대보다는 자유분방했음을 알 수 있다.
고려청자는 고려시대를 대표하는 미술 중 하나이다. 비취(녹색 옥)같은 색을 의미하는 비색(翡色, celadon green)을 특징으로 하는 고려청자는 문벌 귀족들이 권력을 잡았던 1050년 경부터 무신정권 말기인 1250년 경까지 제작되었다. 문벌 귀족들이 지배하던 시기의 고려청자는 유교와 송의 귀족문화의 영향을 받아 단순하면서 세련된 모양을 보여주었다. 반면 이후 무신정권기의 고려청자는 도교의 영향을 받아 화려한 형태와 문양을 띄게 된다. 후기의 청자는 청자비룡형 주자(주전자)처럼 복잡한 동물모양으로 만들어지거나, 청자 상감운학문 매병처럼 복잡한 상감 기법을 이용해 문양을 넣었다. 원의 간섭을 받으면서 고려청자 제작 기술은 쇠퇴하고 중국에서 수입한 백자를 흉내낸 분청사기가 만들어지기 시작한다.
한편 고려시대 상인들에게 도자기는 주요 교역품목이었으나, 고려청자는 주로 고려 안에서만 유통되었다. 외국 상인들은 주로 송이나 원의 백자를 교역 대상으로 삼았다. 국내에서 유통되는 고려청자는 주로 지금의 전라남도 지역에서 생산되어 개경으로 배를 통해 운반되었는데, 이 배가 지금의 신안 해저유물 매장해역에 침몰하기도 했다. 이 해역에서 발굴된 청자들을 보면 색이 어둡고 대량생산된 흔적이 남아있는 청자들이 많아 당시 서민들을 대상으로 하는 청자 시장이 형성되어 있었던 것으로 짐작된다.
귀족들 사이에서는 고려불화가 유행하였다. 고려시대의 귀족들은 불화를 집안의 불감에 봉안해 섬겼다. 고려불화는 주로 아미타여래와 그 협시보살인 관세음보살 및 지장보살을 소재로 한 경우가 많다. 아미타여래는 서방정토 극락세계에 머물면서 설법을 설한다는 부처이며, 관음보살은 세상 모든 중생들의 소리를 보고 들으며 구원한다는 보살이고, 지장보살은 미륵불이 출현하기까지 중생들을 지옥에서 구제한다고 알려진 보살이다. 세 여래와 보살 모두 서방정토신앙의 구원사상과 연관되어 있음을 알 수 있다. 고려시대 불화는 세밀한 붓터치와 뛰어난 반투명한 색 묘사가 특징이다. 이후 고려 후기에 왜구에 의해 불상과 함께 약탈되었고, 근대에 들어 서양과 교역하면서 다시 팔려나가, 현재 뛰어난 고려불화들은 외국의 미술관에 소장되어 있다.
한편 고려시대 하층민들은 미륵신앙을 믿었다. 논산 관촉사 석조미륵보살입상은 이런 고려시대 서민들의 믿음을 반영한 모습을 하고 있다. 은진미륵으로도 불리는 관촉사 석조미륵보살입상은 고려시대 귀족들의 세련되거나 화려한 미는 보이지 않고, 대신 토속적이면서 둔중하고 강한 위압감을 표현하려 했다. 화강암의 물질감이 주는 무게감은 당시 서민들이 선호한 '강한 미륵부처'의 모습을 잘 반영하고 있다.

### 조선

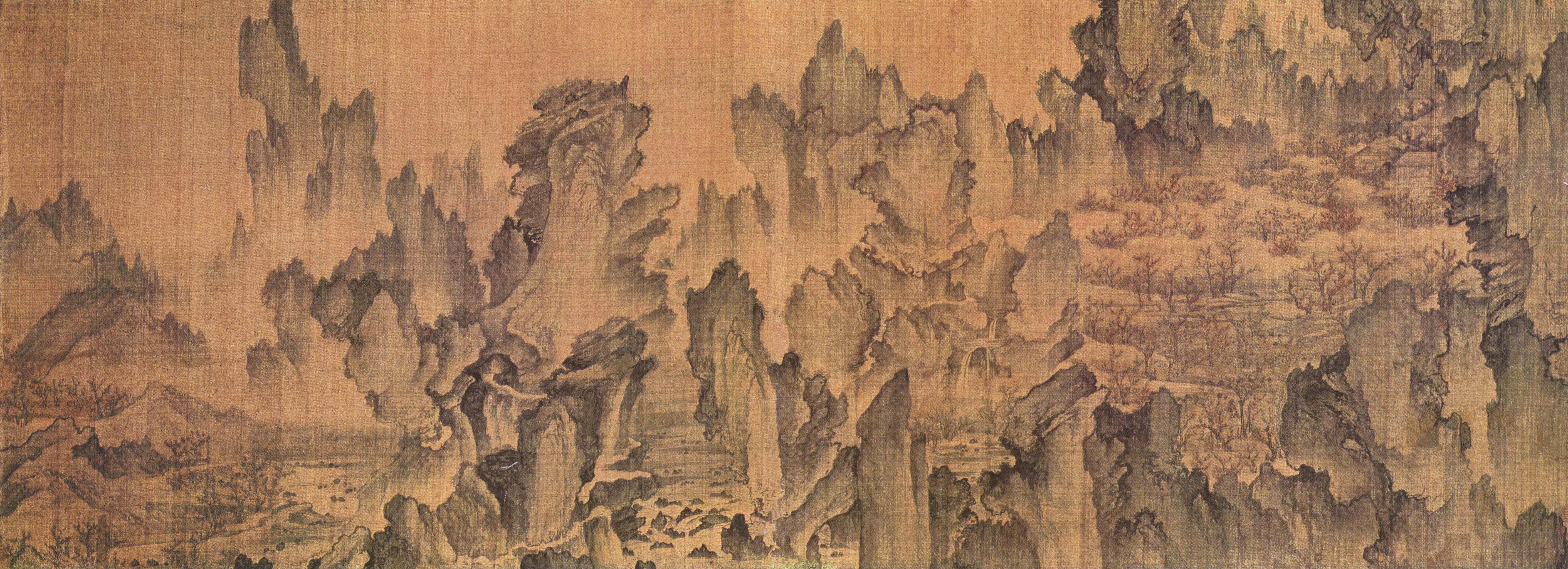
안견의 〈몽유도원도〉

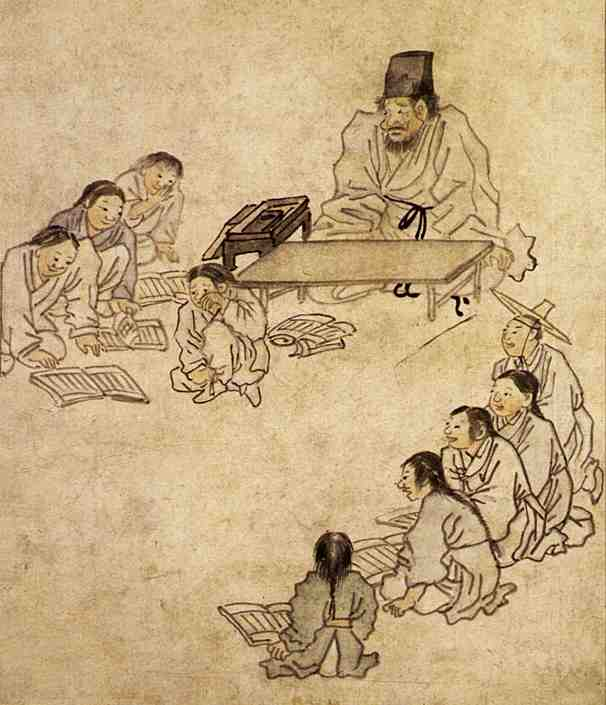
김홍도, 서당(書堂), 단원풍속도첩(檀園風俗畵帖)의 일부, 종이에 담채, 27cm x 22.7cm, 국립 중앙박물관 소장.

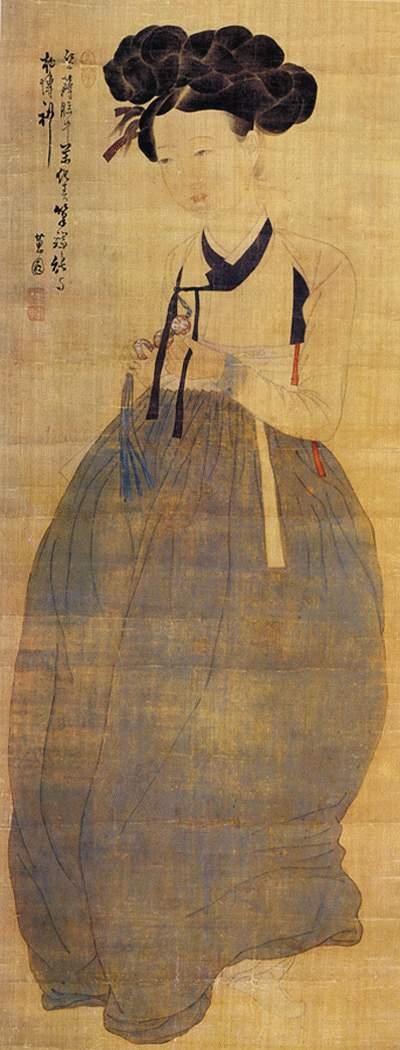
신윤복의 〈미인도〉

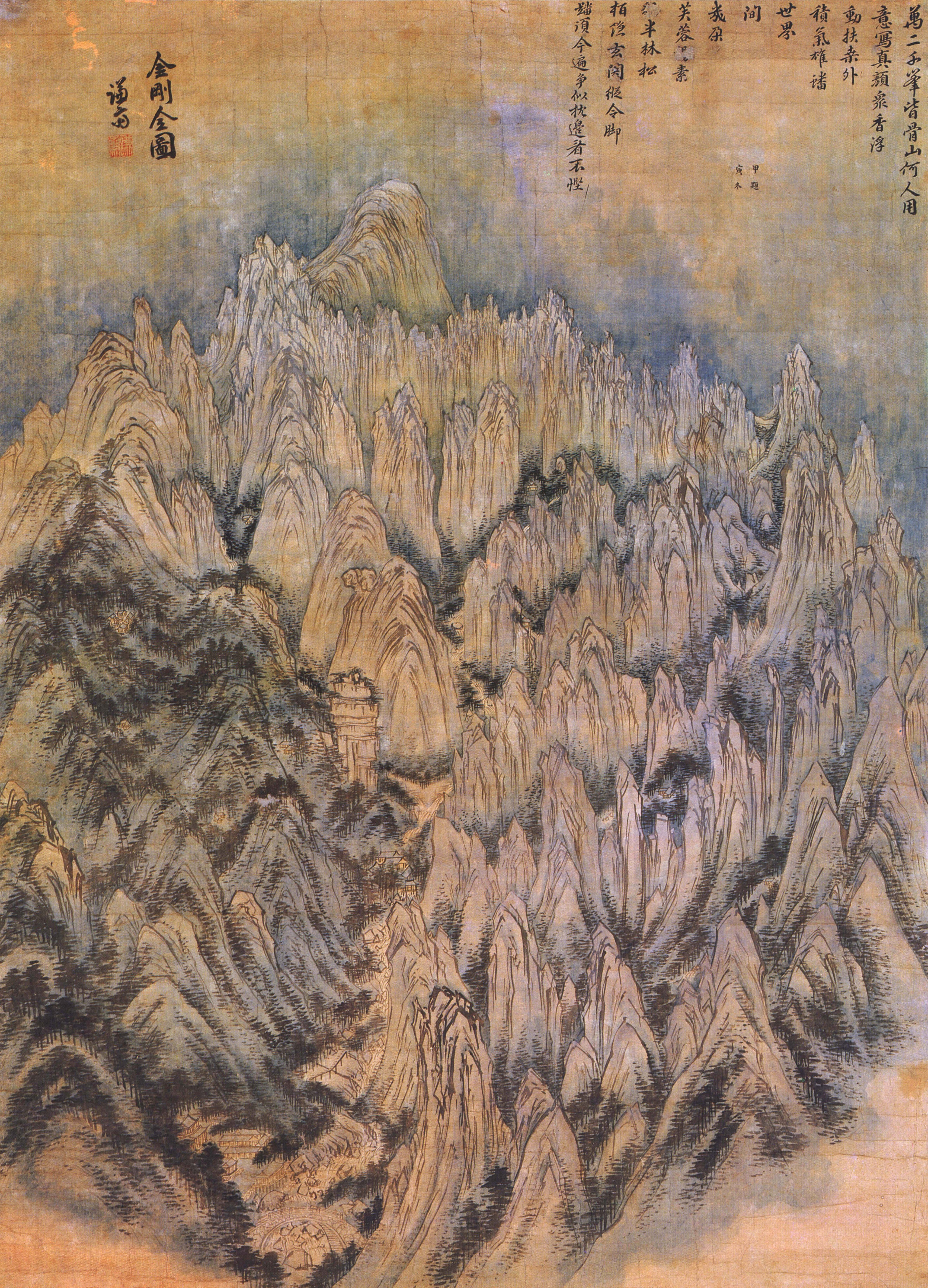
정선필 금강전도

성리학의 영향을 받은 조선 양반들은 숭유억불 정책을 따랐다. 국가적으로는 삼강행실도 같이 유교의 이념을 강조하는 서적이 출판되어 보급되었고, 종묘사직을 지키기 위해 각종 예법 등이 의궤 같은 기록으로 남겨지기 시작하였다.
불교는 왕비나 사대부 여인들을 중심으로 여전히 성행하였지만, 더 이상 불교는 고려시대처럼 귀족적이고 화려한 모습을 띠지 못하게 되었다. 이에 따라 사찰도 점차 도시보다 산으로 들어가기 시작하였다. 불화 양식은 점차 도식화되기 시작하였으며, 무속신앙을 받아들여 화려한 색을 쓰기 시작하였다. 이 과정에서 칠성당 같은 무속신들이 사찰에 봉안되기도 하였다.
미술에서는 화려한 불화보다 중국의 유학자들이 선호한 문인화의 영향이 강해졌고, 그 결과 조선에서도 화려한 채색화보다는 수묵화가 많이 그려졌다. 양반 사대부 사이에서는 사군자나 산수화가 유행하였다. 소재는 유교의 주요 이야기나, 도가의 이야기를 그리는 경우가 많았다. 안견의 몽유도원도는 조선 초기 회화가 중국 산수화 기법의 영향을 강하게 받았음을 보여주는 사례이다. 바위의 모습은 한반도에 없는 모습으로 도식적으로 표현되었으며, 소재면에서는 도원경을 소재로 하였다. 화려한 채색화를 배제하는 경향은 특히 명나라 동기창의 남북종론에 따라 더욱 두드러졌다. 동기창은 채색화를 북종화(북쪽 이민족의 그림)로, 수묵화를 남종화(한, 송, 명 같은 중국 민족의 그림)로 나누고 남종화만을 권장하였다.
하지만 조선 전기에는 아직 여성의 권리를 제약하는 경향이 심화되지는 않았다. 비록 여성이 자유롭게 집 밖으로 나다니는 것은 불가능했지만, 이런 환경 속에서도 신사임당 같은 여성 화가들은 초충도 등을 그려 남길 수 있었다. 그러나 임진왜란 이후로 사회가 혼란에 빠지면서 성리학적 이념은 점차 강화되기 시작하였으며, 그 결과 고려시대와는 다른 권위적인 사회 분위기가 형성되었다.

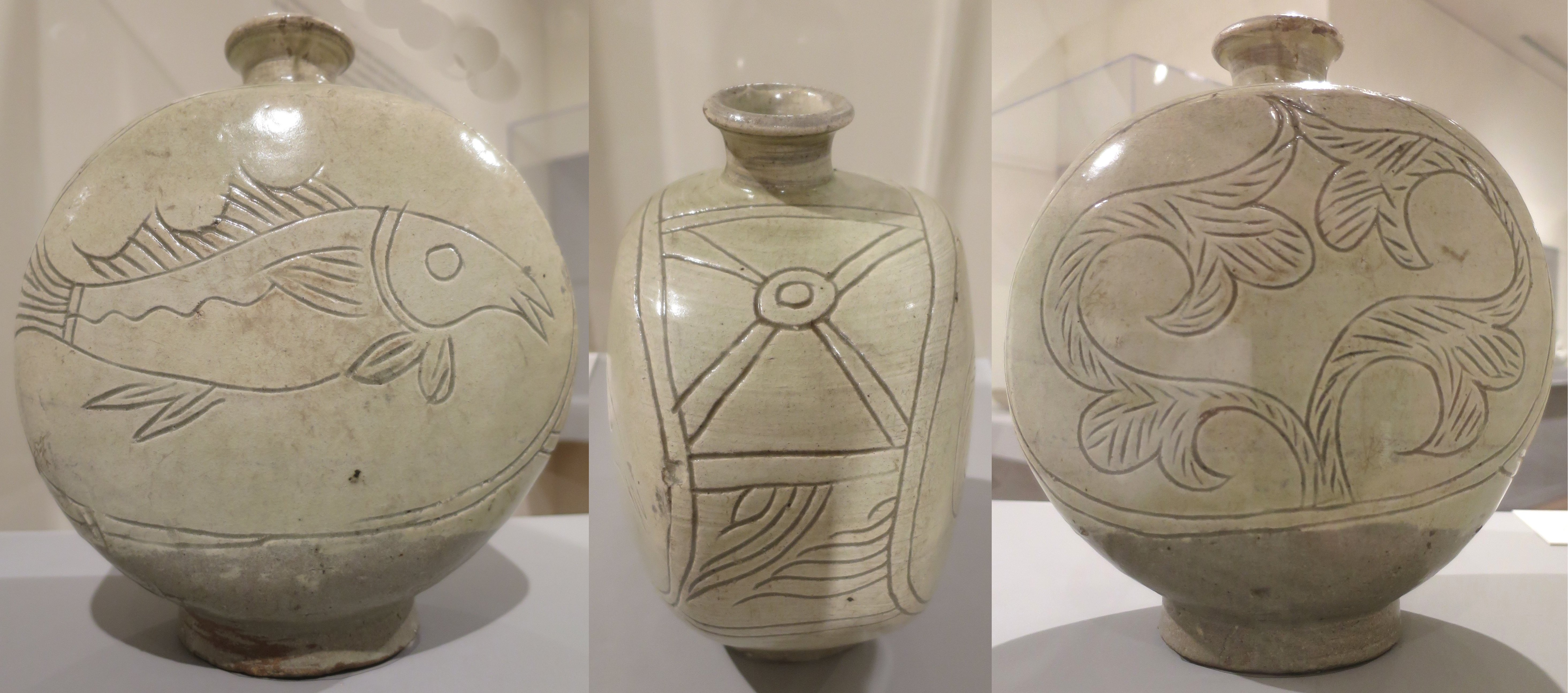
음각어문편병 (호놀룰루 미술관 소장)

이런 가운데 영조와 정조가 집권한 시기에 조선 문화는 짧은 중흥기를 맞이하였다. 이 시기에 정선은 옛 중국 그림을 모방해 도식적으로 그림을 그리는 것이 아니라 실제 경치를 보고 그린 진경산수화를 남겼다. 김홍도는 당시 서민들의 풍속을 익살스러운 필채로 그림에 담았다. 신윤복은 당시 양반 사대부들의 향락 생활을 화폭에 담아냈다. 이외에 서민들을 대상으로 한 민화가 발달하기도 하였다.
도자기를 보면, 조선 전기에는 주로 분청사기가 만들어지다가, 조선 후기로 갈 수록 백자 중심으로 바뀌었다.

### 근대
조선말기와 대한제국 시기 전통회화에서는 장승업이 활약하였다. 장승업은 주로 중국 고사를 주제로 한 고사인물도를 그렸다.
이 시기에 점차 서양문물이 유입되기 시작하였다. 대표적으로 서양 회화와 사진이 이 시기에 들어온 것이다. 동시에 고희동 등의 화가들이 일본 등으로 유학을 가서 서양 회화를 배워오기 시작하였다. 유학생들중 일부는 일본 유학 과정에서 서양의 모더니즘 미술을 접했으며, 이들이 공부를 마치고 귀국하게 되면서 자연스럽게 모더니즘 미술이 한국에 유입되었다. 모더니즘 미술을 하기 시작한 미술가들의 경우 외국에서 순차적으로 발전한 사조들을 맥락을 따져가며 들여온 것이 아니라, 인상주의, 표현주의, 입체주의, 초현실주의 등 여러 사조들을 동시에 들여와서 취향에 따라 선택하는 모습을 보였다. 때문에 그 사조의 원래 의도까지 따르는 경우보다, 외형상 보이는 양식을 따라하는데 그치는 경우가 많았다.
일제강점기가 되면서 전통미술쪽에서는 조석진, 안중식, 이상범, 김은호, 김기창, 허백련 등이 이름을 떨쳤다. 서양회화쪽에서는 박수근, 이중섭, 김환기 등이, 조각에서는 김복진 등이 활동하였다.
미술협회로는 조선미술전람회, 조선미술가협회, 조선서화미술회, 서화연구회, 서화협회, 조선서도보국회, 조선동양화가협회, 조선남화연맹, 남종화전, 목일회 등이 등장했다.
이 시기에 활동한 미술가들과 미술협회 상당수는 친일행위에 가담했다. 특히 단광회, 반도총후미술전람회, 육군미술전람회, 결전미술전 등은 전쟁에 협력한 단체들이다. 임응구, 김인승, 김만형, 손응성, 심형구, 박영선, 이봉상은 단광회 회원이었으며, 김인승, 심형구, 이상범, 김경승 등은 결전미술전에서 심사위원을 맡았다.

### 현대
광복 이후 한국 미술계는 한반도 분단에 따라 남과 북으로 갈라졌다. 사회주의 계열 예술가들의 상당수는 월북하였으며, 이 과정에서 일부 예술가들은 강제로 납북당하기도 하였다.

#### 대한민국

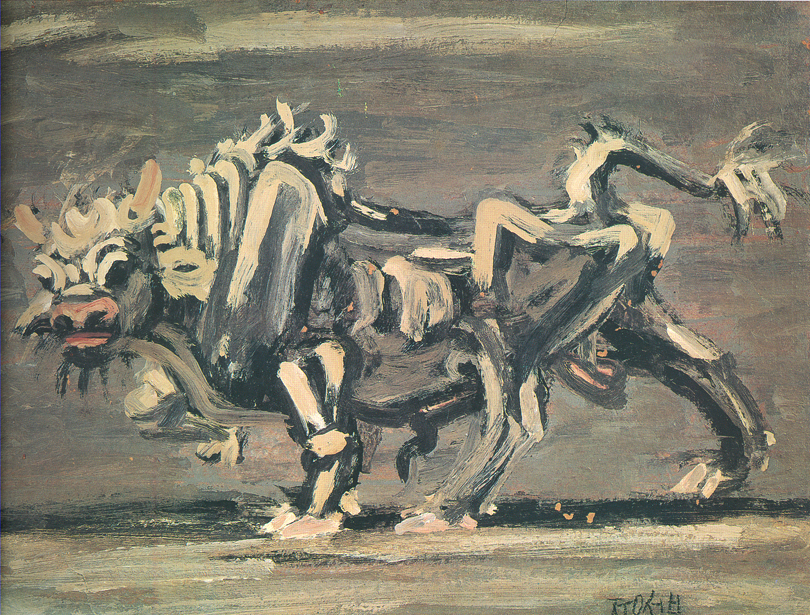
이중섭의 〈흰 소〉

대한민국에서는 전통미술보다는 서양미술이, 서양미술보다는 상업미술이 더 크게 발전하였다. 광복 이후 대한민국의 미술은 순수미술분야든 상업미술분야든 미국의 영향을 강하게 받고 있다. 일본의 영향력은 줄어들었으며, 프랑스, 독일, 영국 국가로 유학을 떠나는 학생들이 늘었다.
해방 이후의 모더니즘이 그 이전의 모더니즘과 차별되는 점은 '향토성'이다. 향토성이라는 주제는 이미 일제 강점기 때 선전(조선미술전람회)체제에서도 심사위원들이 심사 기준으로 삼았던 중요한 주제였다. 하지만 일제 강점기 때의 향토성은 당시의 역사적 상황과 맞물려 원시주의나 미개함을 강조하는 수준에 그쳤다. 하지만 해방 이후 예술가들은 '서양의 기법과 한국의 전통을 동시에 계승한다'는 어려운 문제를 해결하는 것으로 향토성이라는 단어를 이해하고 사용하기 시작하였다. 이들 예술가들은 작품에 [해학]성을 반영하거나(이중섭, 최영림, 이만익), 혹은 민속적인 소재를 찾아 표현하려 하였다.(김기창, 박수근, 장리석) 이후 한국 모더니즘 미술은 근대화와 한국적 정체성, 이 두 가치를 놓고 끊임없이 고민하고 조율하는 모습을 보인다.

##### 1970~1980년대
1970년대에 들어서 한국의 모더니즘 미술의 주류를 차지한 것은 모노크롬 회화였다. 서구의 기준, 특히 클레멘트 그린버그의 "회화의 자율성" 개념에 맞추어 본다면, 한국의 모더니즘은 1970년대에 비로소 시작되었다고 볼 수 있다. 미술 이론적으로 모노크롬 회화는 '회화 고유의 가치와 가능성'을 추구한다는 목표아래 생겨났다. 한편 미술계 내부 사정을 보면, 모노크롬 회화는 1950년대부터 계속된 대한민국 미술 전람회(국전 체제)에 대한 반발이었다. 국전 체제 하의 미술가들은 일본의 영향을 받아 리얼리즘 미술을 추구하는 경향을 보였는데, 이에 대한 반대로 추상 미술 운동이 시작되고, 모노크롬 회화가 등장한 것이다. 김환기, 박서보, 이응노 같은 화가들이 이 시기에 활동했던 대표적인 화가들이다.
하지만 추상미술은 부작용을 낳았다. 순수하게 미술의 조형언어만 사용해 작업하려 하자, 미술계는 군사정권 시대에 벌어졌던 현실사회문제와 동떨어져 버리게 되었다. 대중은 추상화를 이해하지 못했고, 대신 영화, 방송, 광고 같은 상업미술과, 각종 스포츠 중계에 더 관심을 기울였다. 일부 작가들은 이 시기 군사정권의 요구에 못이겨 예술적 신념을 꺾고 역사화 제작에 참여하기도 하였다. 2000년대 들어 한국 미술계 일각에서는 모노크롬이라는 과거 명칭을 버리고 '단색화'라고 새롭게 이름을 붙이려는 시도가 이루어지고 있다.
1980년대에 등장한 민중미술은 이런 모노크롬 중심의 미술계와 당대 사회 현실을 비판하기 시작했다. 민중미술은 모노크롬 회화가 고수했던 형식적인 경향과 사회에 대한 무관심에 반발했으며, 미술이 사회의 일부로서 삶의 현장에 가까워져야 한다고 믿었다. 이러한 상황 속에서 80년대 초 '현실과 발언'전을 계기로 민중미술이 두각을 나타내게 되었다. 이시기에 활발히 활동한 민중미술 작가로는 신학철, 임옥상, 최병수, 강요배, 홍성담, 안창홍, 오윤, 이종구 등이 있다. 민중미술은 추상에서 다시 구상화로 복귀했고, 탈모더니즘의 성향을 보인다는 점에서 포스트모더니즘적이라고도 볼 수 있다. 하지만 미술 그 자체의 형식과 내용을 보면 미국의 벤 샨이나 레지날드 마쉬와 유사한 사회적 사실주의 경향에 더 가까웠다. 서구의 기준에서 볼때, 한국에서는 1990년대에 이르러서야 포스트모더니즘이 정착되었다고 할 수 있을 것이다.

##### 1990년대 이후
1990년대 이후 군사정권이 물러나고 민주화 정권이 자리를 잡으면서 역으로 민중미술의 입지가 줄어들게 되었다. 대중운동이 퇴조하고, 냉전 구조가 붕괴되고, 1997년 대한민국이 외환 위기를 겪으면서 한국 사회 구성원들의 사고관은 점차 개인주의적으로 바뀌게 되었다. 한국 일반 대중들은 생계와 같은 현실적인 문제에 신경을 쏟게 되었으며, 그 결과 '풍요 속의 빈곤'이라 불리는 이상한 상황으로 치닫게 되었다. 이에 예술가들은 독재정권 타도나 통일 실현 같은 거창한 주제보다, 개인적인 미적 관심사에 몰두하거나, 보다 실질적인 인권 문제에 집중하게 된다.

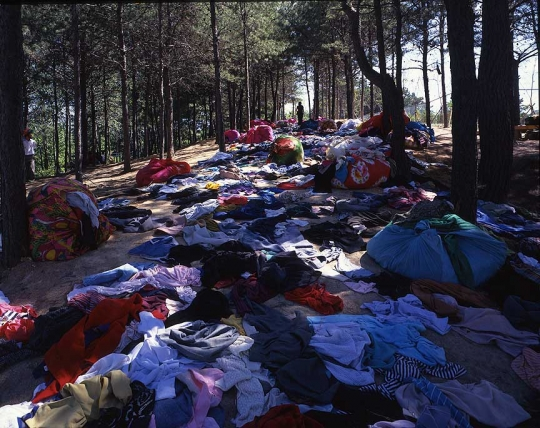
김수자의 〈바느질해 걸어가기〉(1995)

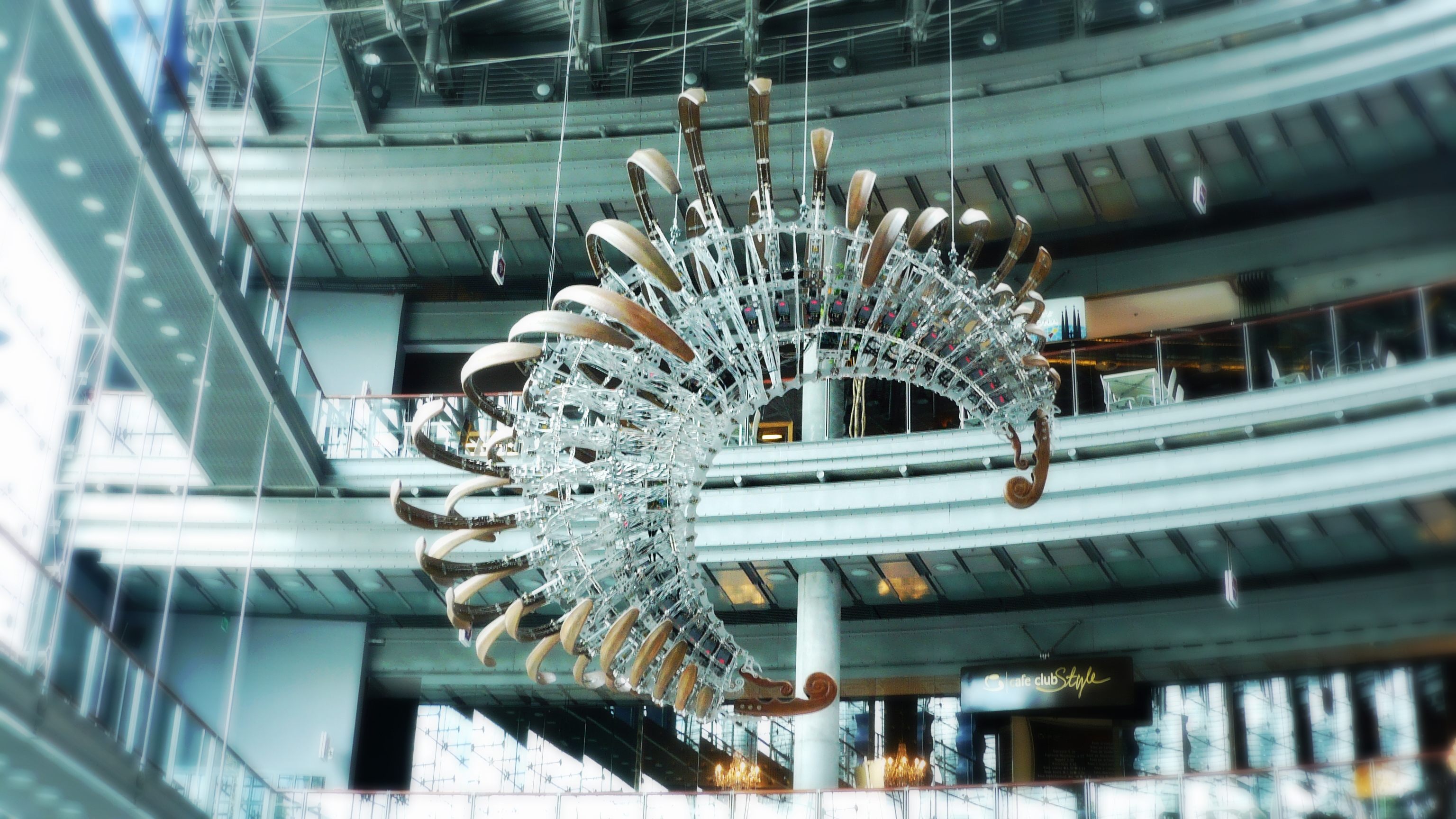
최우람의 〈오르페투스 루눌라 움브라〉(2013)

이와 함께 문화 개방이 이루어지고 인터넷이 보급되면서 외국의 포스트모더니즘 예술 경향이 한국미술계로 들어오게 된다. 이에 따라 점차 개념미술을 시도하는 작가가 늘어나기 시작하였다. 이미 1980년대부터 김구림, 성능경, 이강소, 이승택 등의 행위예술 작가들은 이런 작업을 시도하고 있었다. 또한 포스트모더니즘과 함께 신기술의 영향을 받은 [미디어아트] 역시 한국미술에 영향을 끼치게 된다. 백남준이 점차 비디오아트로 세계적인 명성을 얻으면서, 국내 미술계에도 백남준의 작업이 소개되고 이와 유사한 시도를 하려는 작가들이 생겨나기 시작한 것이다. 한국 내에서 비디오아트를 시도한 작가로는 박현기가 있다. 이후 미디어아트의 영향이 강해지면서 한국미술은 점차 혼성예술, 종합예술화 되는 경향이 강해지고 있다. 이불, 장영혜, 양아치 같은 작가가 이러한 흐름을 대표하는 작가들이다.

#### 북한
조선민주주의인민공화국은 모든 면에서 군사문화와 연관 짓고 있으며 농사나 공장에서의 물자 생산을 '농업전투', '공업전투', '생산전투' 등의 단어로 표현할 만큼 아주 호전적인 모습을 보이고 있다. 또한 군인뿐만 아니라 철도공무원도 군대식 계급을 부여(역장 - 대위, 차장 - 소위, 개찰담당 - 상등병, 기관사 - 중사 등)할 정도이다.
북한에서 예술 활동은 공산당의 정책 구현, 공산주의 선전, 공산주의적 인간개조, 노동의욕 제고와 주체사상 강화 등을 그 목적으로 하고 있으며, 문예정책 또한 선전과 선동의 일환으로서 예술을 이용하고 있다. 창작활동은 이른바 공산주의헌법 45조에 규정되어 있는 `민족적 형식에 공산주의적 내용을 담은 혁명적인 것이어야 한다'는 규정에 따라 사회주의적 사실주의에 입각한 묘사방법이 그 기조가 된다.

## 같이 보기
- 한국의 문화
- 동양 미술사
- 한국화
- 도자기
- 한국의 조각
- 한국의 건축
- 대한민국의 문화재
- 대한민국의 세계유산

## 참고 문서
- 《Arts of Korea》. New York: The Metropolitan Museum of Art. 1998. ISBN 0870998501. |title=에 외부 링크가 있음 (도움말)